# Duarte Silva
Duarte José Borges Coutinho do Espírito Santo Silva (* 20. März 1924 in Lissabon; † 25. Dezember 2015) war ein portugiesischer Skirennläufer.
Silva war 1952 bei den Olympischen Winterspielen in Oslo der erste Athlet seines Landes, der an Winterspielen teilnahm. Im Abfahrtslauf erreichte er unter 72 gewerteten Fahrern Rang 69. Da die Spiele zudem als Weltmeisterschaft gewertet wurden, war er auch der erste WM-Teilnehmer seines Landes.

## Erfolge

### Olympische Winterspiele
- Oslo 1952: 69. Abfahrt

### Weltmeisterschaften
- Oslo 1952: 69. Abfahrt